# Schweinthal (Egloffstein)
Schweinthal ist ein Gemeindeteil des Marktes Egloffstein im Landkreis Forchheim (Oberfranken, Bayern).

## Geografie
Das Dorf im Südwesten der Wiesentalb befindet sich etwa dreieinhalb Kilometer nordnordwestlich von Egloffstein auf 333 m ü. NHN.

## Geschichte
Bis zum Beginn des 19. Jahrhunderts unterstand Schweinthal der Herrschaft reichsunmittelbarer Adeliger, die sich in dem zum Fränkischen Ritterkreis gehörenden Ritterkanton Gebürg organisiert hatten. Als die reichsritterschaftlichen Territorien im Bereich der Fränkischen Schweiz 1805 mediatisiert wurden, wurde das Dorf unter Bruch der Reichsverfassung vom Kurfürstentum Pfalz-Baiern annektiert. Mit dieser gewaltsamen Übernahme wurde Schweinthal ein Bestandteil der bei der „napoleonischen Flurbereinigung“ in Besitz genommenen neubayerischen Gebiete, was im Juli 1806 mit der Rheinischen Bundesakte nachträglich legalisiert wurde.
Durch die Verwaltungsreformen zu Beginn des 19. Jahrhunderts im Königreich Bayern wurde Schweinthal mit dem Zweiten Gemeindeedikt 1818 ein Bestandteil der Ruralgemeinde Zaunsbach. Im Zuge der Gebietsreform in Bayern wurde die Gemeinde Zaunsbach am 1. Mai 1978 aufgelöst und Schweinthal in den Markt Egloffstein eingegliedert.

## Verkehr
Die Anbindung an das öffentliche Straßennetz wird hauptsächlich durch die am südwestlichen Ortsrand vorbeiführende Staatsstraße 2260 hergestellt, die aus dem Nordwesten von Unterzaunsbach kommend in südöstlicher Richtung nach Äpfelbach weiterführt. Im südöstlichen Ortsbereich zweigt von dieser Straße eine Gemeindeverbindungsstraße ab, die über Schlehenmühle auf das Hochplateau der Fränkischen Alb führt und in Bieberbach in die Kreisstraße FO 21 einmündet.

## Baudenkmäler

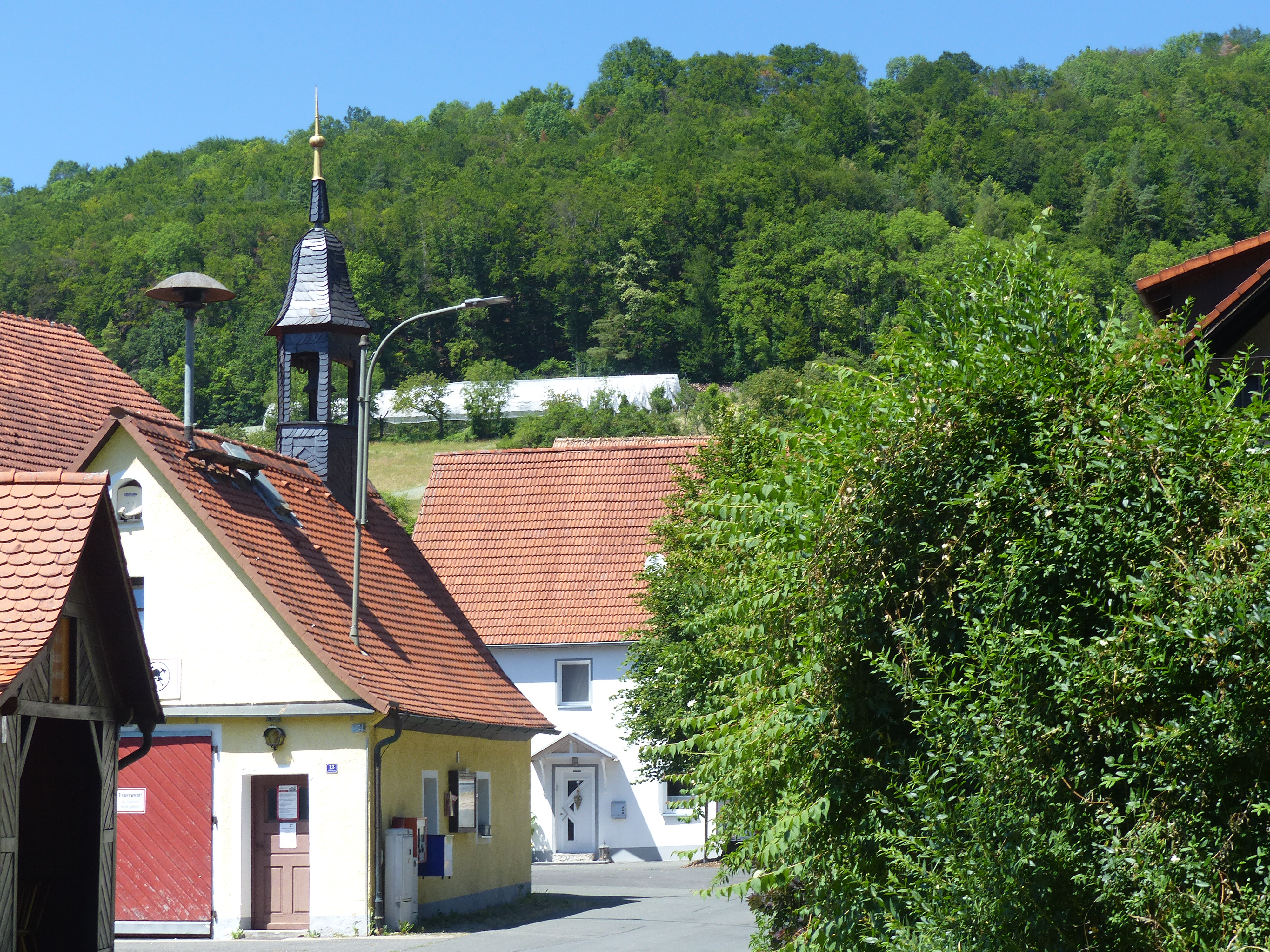
Das Feuerwehrhaus des Ortes

In Schweinthal gibt es drei denkmalgeschützte Bauwerke, das Feuerwehrhaus, einen Fachwerkstadel und eine Wassermühle am westlichen Ortsrand.